# 모노폴리 (게임)

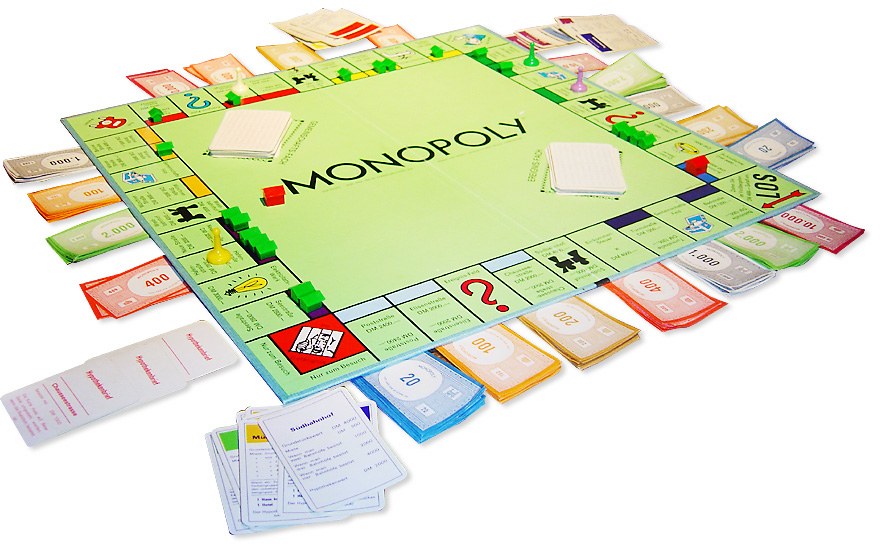
모노폴리 게임판

모노폴리(영어: Monopoly→독점)는 1903년 미국에서 개발된 지주놀이(The Landlord's Game)를 기반으로 1930년대에 만들어진 보드 게임이다. 현재의 클래식 버전은 1933년 찰스 대로(Charles Darrow)가 발명하고 1935년 파커 브라더스에 권리를 팔았다. 게임의 진행은 플레이어가 주사위를 굴려 보드판 위를 이동하며 부동산을 구입하면서 그 부동산에 도착한 다른 플레이어에게 임대료를 받고, 같은 색의 부동산을 독점하여 건물을 짓고 개발하며 지배한다. 또한 독점이라는 목표를 달성하기 위해 다른 플레이어와 거래를 할 수도 있다. 이렇게 임대료를 받으면서 모든 플레이어를 파산시키면 승리한다. 현재 미국 최대 완구 회사인 해즈브로에서 저작권 권리를 가지고 생산한다. 현재까지도 인기를 얻고 있다.

## 같이 보기
- 부루마불 - 모노폴리와 유사한 대한민국의 게임
- 비디오 게임 속 모노폴리